# Ermita de Sonsoles (Ávila)
La ermita de Sonsoles es un templo católico del municipio español de Ávila.  La ermita se sitúa a cuatro kilómetros de la ciudad de Ávila. Se ubica en el paraje de Serranillo, cercano a la zona meridional del Valle Amblés.  
El templo está dedicado a la Virgen de Sonsoles, una advocación mariana a la que dan culto los abulenses y peregrinos que llegan a la zona. El templo se ubica en la carretera de Toledo, km 4 (Ávila - 05002) 

## Historia

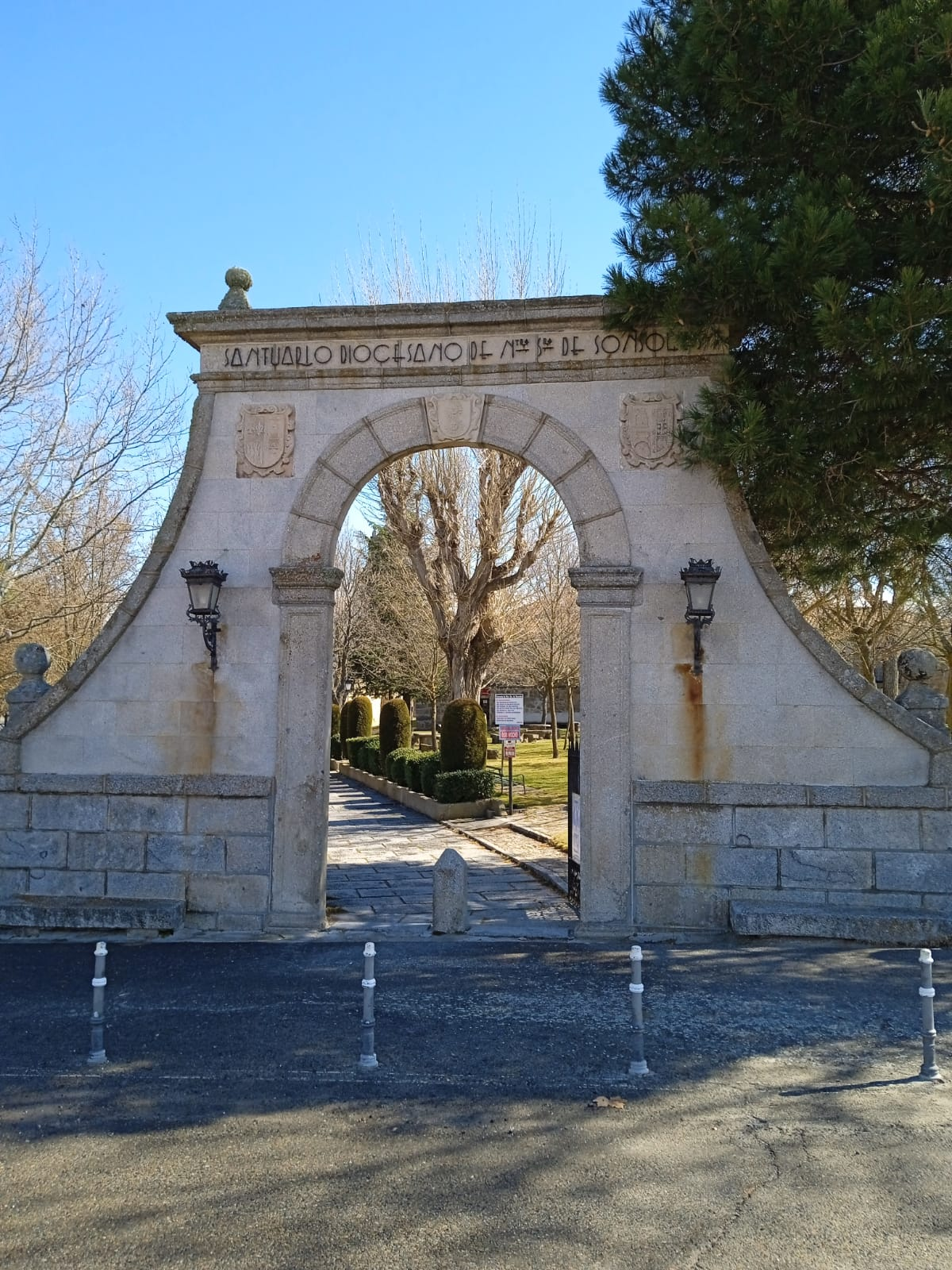
Entrada al recinto del Santuario de Sonsoles

Ubicada en el término municipal de Ávila, este santuario se levantó al sudeste de la ciudad. Es de mampostería, de piedra granítica, pedernal y ladrillo.  La construcción está conformada por tres naves, en el altar mayor -donde se encuentra la imagen de Sonsoles- se levanta una bóveda de crucería. El edificio es de estilo barroco, aunque debido a las diferentes reformas y reconstrucciones encontramos elementos góticos como la citada cúpula.  
La actual ermita de Nuestra Señora de Sonsoles es obra de Martín de Solózano, quién durante el siglo XV recibió el encargo de la Cofradía de Sonsoles para demoler el edificio anterior. La construcción primitiva se erigió después de la reconquista de Ávila por el rey Alfonso VI de Castilla en 1083. Por el paso del tiempo, presentaba un importante deterioro y se decidió volver a edificar.
La imagen de nuestra Señora de Sonsoles fue creada y escondida antes de la invasión musulmana, se descubrió en el siglo XI y ya en el siglo XIII consiguió una veneración notable en la zona. Según los estatutos de la época, la imagen fue entregada y protegida por María Dávila, perteneciente a la familia de los Marqueses de la Navas y esposa del tesorero de los Reyes Católicos, Fernando Núñez de Arnalt.
La ermita de Nuestra Señora de Sonsoles goza de reconocimiento entre personalidades ilustres de España. La patrona de la ciudad, Santa Teresa de Jesús, acudió al Santuario desde edad temprana y en su madurez, fundada ya la Orden de los Carmelitas Descalzos, continuó asistiendo con recurrencia.
A su vez, el pintor sevillano Valeriano Domínguez Becquer, hermano del escritor Gustavo Adolfo Becquer, dedicó una de sus obras a la ermita. El cuadro lleva por título La fuente de la ermita (Costumbres del Valle de Amblés en la provincia de Ávila) y data del año 1867. Se ubica en el depósito del Museo del Romanticismo en Madrid.
En 1960 la ermita recibió la visita del por entonces infante Don Juan Carlos de Borbón, quien fue Rey de España desde 1975 hasta 2014 tras su abdicación.

## Leyenda

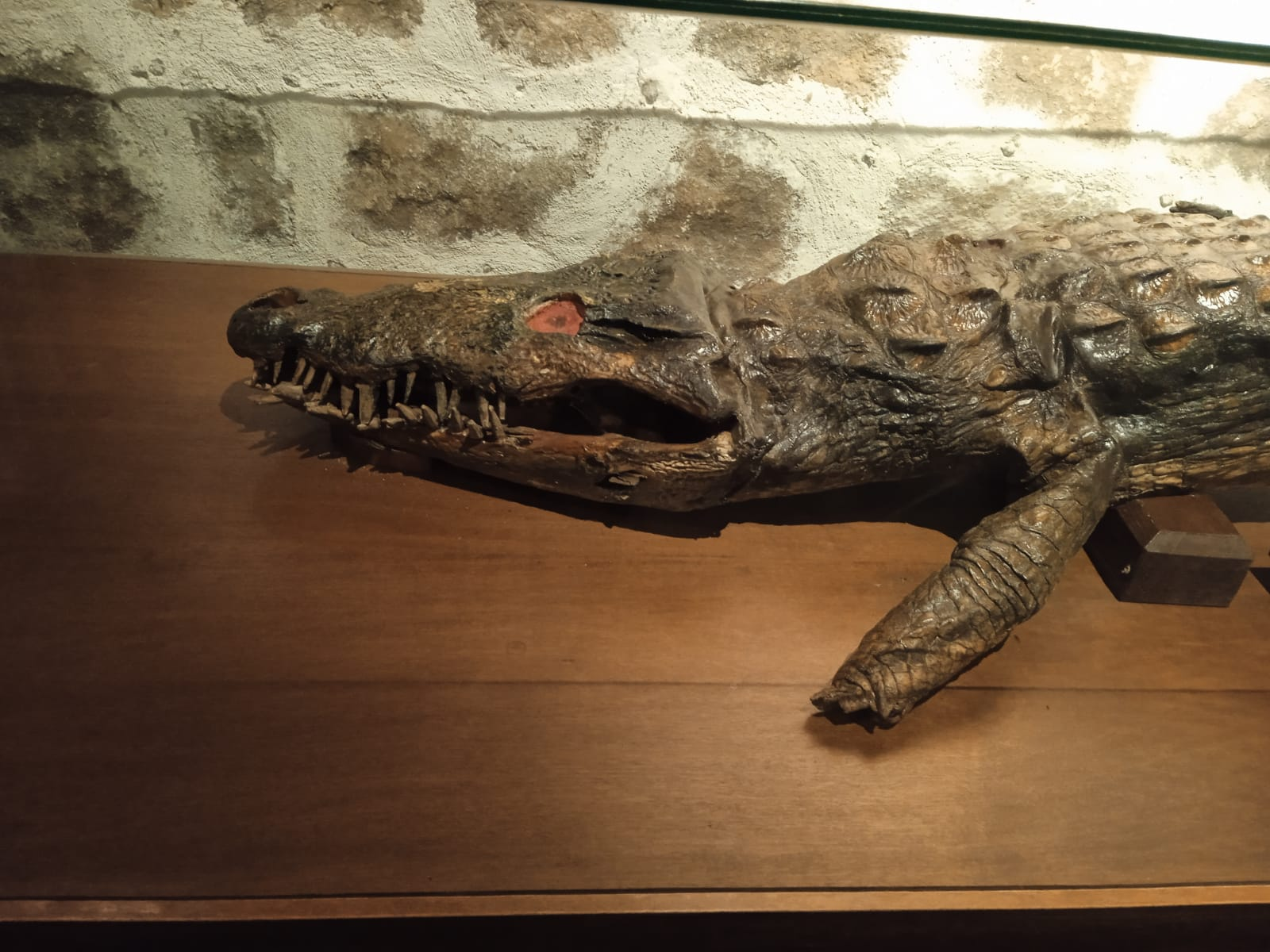
Caimán disecado expuesto en la Ermita de Sonsoles

Según la tradición popular, el nombre de Sonsoles se remonta al momento en el que la Virgen se apareció a un grupo de pastores. Se les manifestó envuelta en un resplandor de luz por lo que exclamaron “¡Son soles!, ¡son soles!”, expresión de la que derivaría el nombre.
Por el contrario, la versión culta considera otra hipótesis: el nombre puede deberse a que en 1080, por aquel lugar, pasó la comitiva que trasladaba el cuerpo de San Zoles (San Zoilo) hasta Carrión. El cuerpo quedó protegido algunos días bajo el techo de la ermita a la que los ciudadanos comenzaron a denominar “ermita de la Virgen de San Zoles”.

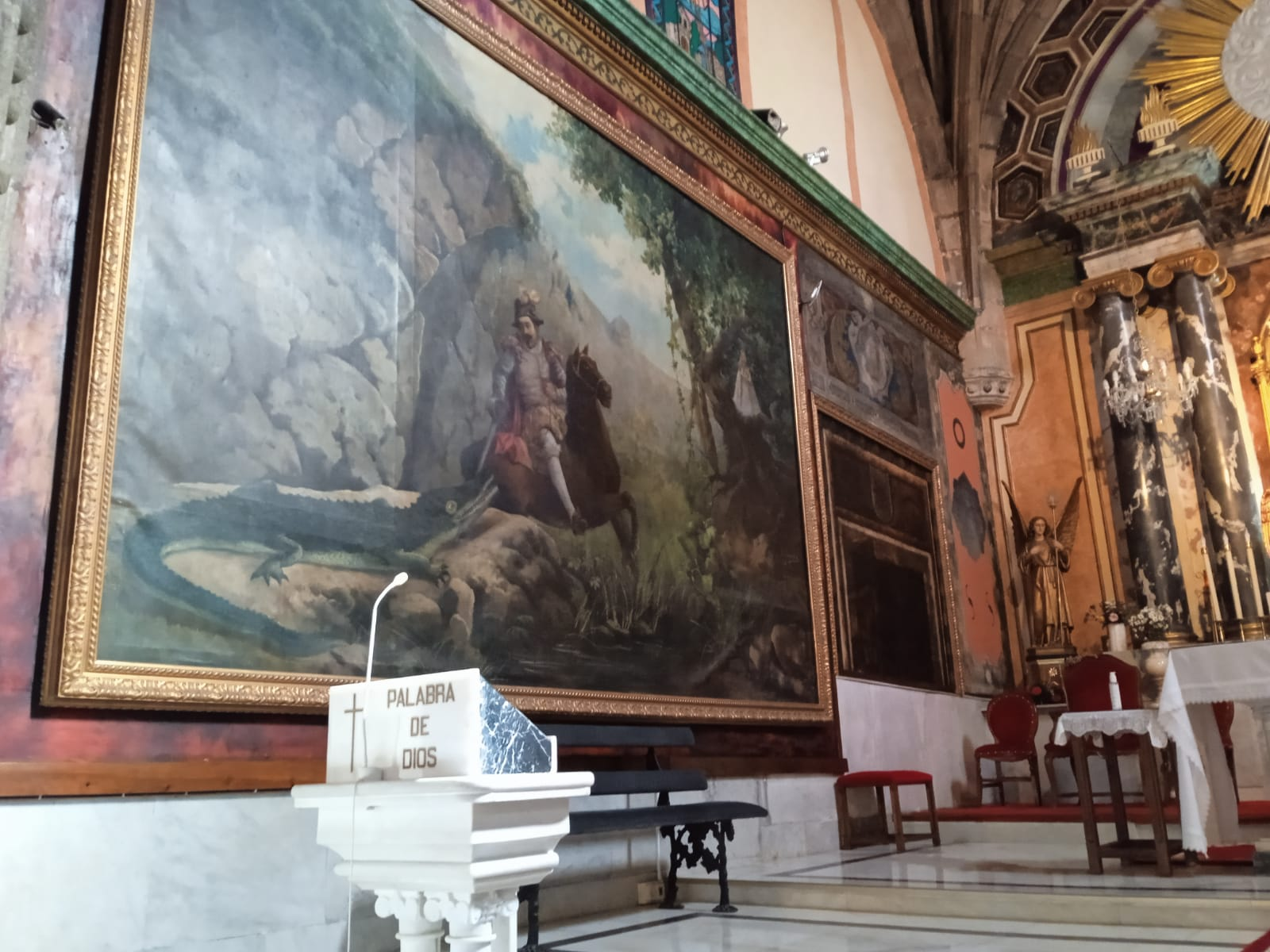
Cuadro expuesto a un lado del altar sobre el milagro del caimán

La devoción que sienten los feligreses por la Virgen de Sonsoles se debe, en parte, al carácter milagroso que se le asocia. Existen diferentes misterios que tradicionalmente se le adjudican a esta Virgen, dos de los más famosos se encuentran recogidos en la propia ermita: un caimán disecado y una maqueta de un barco que cuelga del techo cercano al altar. 
Se dice que un caballero, de origen abulense y devoto de la Virgen de Sonsoles, caminaba por la tierra de las Indias (actual Panamá) a lomos de su caballo cuando se encontró con un caimán que salía de un río. Movido por el miedo, se encomendó a Sonsoles y consiguió acabar con él, ya que su fusta se convirtió en una espada. Aquel animal fue cargado en el barco de vuelta a España, disecado y llevado a la ermita, donde permanece expuesto desde el siglo XVI.
Otro de los milagros que se le asocian se remonta a la época de la Armada Invencible. Un marinero se encontraba en el paso de Calais cuando le sobrevino una gran tormenta, se encomendó a la Virgen y le pidió que los llevase a puerto. Como agradecimiento, el hombre donó el pequeño barco expuesto en el techo de la ermita.
Muchos de los peregrinos que se acercan al templo, lo hacen con intención de realizar alguna promesa a la Virgen. Por esta razón, en el interior encontramos una contundente sala de exvotos donde se exponen vestidos de novia, uniformes de soldados e incluso partes del cuerpo talladas en cera.

## Patronato
El patronato de Nuestra Señora de Sonsoles tiene su punto de partida un 3 de mayo de 1480 cuando un herrador vecino de Ávila, Andrés Díaz, tras visitar la antigua Iglesia quedó sorprendido por el estado en el que se encontraba. Por esta razón, le asaltó la idea de conformar una hermandad y cofradía que se encargase del edificio. Siendo Obispo de la ciudad Alonso Fonseca, entregó la ermita de Nuestra Señora de Sonsoles y dio licencia para realizar el deseo de Díaz.
Por aquella época se fundó el Hospital de Peregrinos de Nuestra Señora de Sonsoles. El 22 de mayo de 1526 se expidió una Bula Pontificia por parte de Clemente VII Pontífice Romano, por la cual el hospital quedó anexionado a la Cofradía. En 1934 tuvo lugar la coronación canónica de la Sagrada Imagen de Nuestra Señora de Sonsoles por el Obispo de la Diócesis, Enrique Pla y Deniel. Veinte años después, en 1954, durante la celebración del Año Mariano, el Obispo de la Diócesis Santos Moro Briz otorgó al Santuario la categoría de ‘Diocesano’.

## Fiesta
El Santuario dedicado a la Virgen de Sonsoles vive su día grande el primer domingo de julio, durante esa jornada se celebra la “Ofrenda del Patronato”. Tras la misa domincal, se realiza una procesión por el recinto con la imagen de Sonsoles y cuando concluye, se realiza una subasta para saber quienes van a ser los encargados de devolver a la Virgen al interior del Santuario.
La ermita cuenta con cuatro Cofradías: la del Patronato, la de La Sierrecilla (compuesta por 14 pueblos), la del Valle Amblés (conformada por 15 pueblos) y la de La Colilla (compuesta por el pueblo homónimo, La Colilla). La ofrenda chica corresponde a la cofradía de La Sierrecilla y se realiza el primer domingo de octubre; continúa la Cofradía del Valle Amblés con la ofrenda grande el segundo domingo de octubre y concluye la última ofrenda la Cofradía de La Colilla celebrada el tercer domingo de octubre.

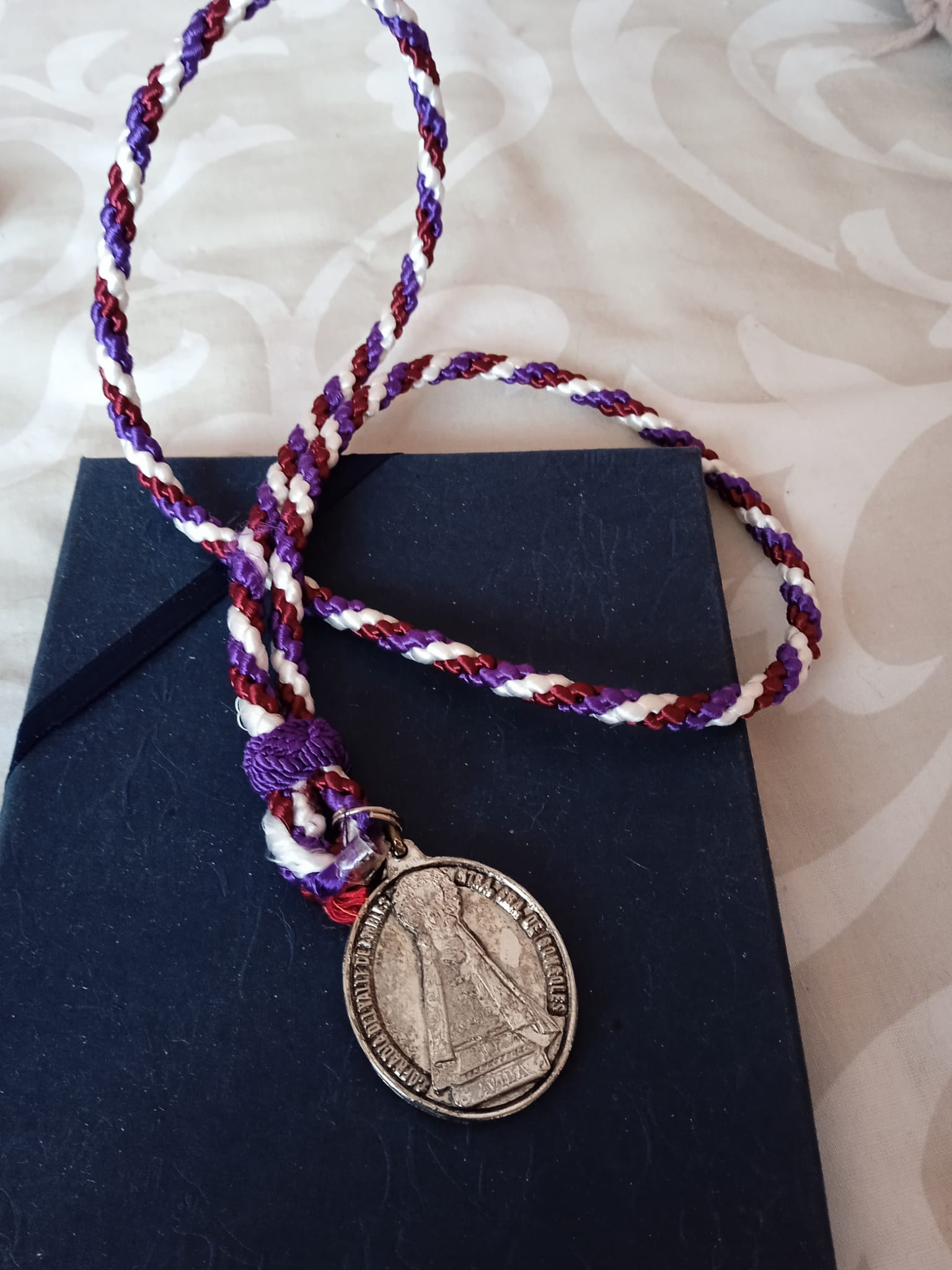
Medalla que portan los cofrades de Nuestra Señora de Sonsoles

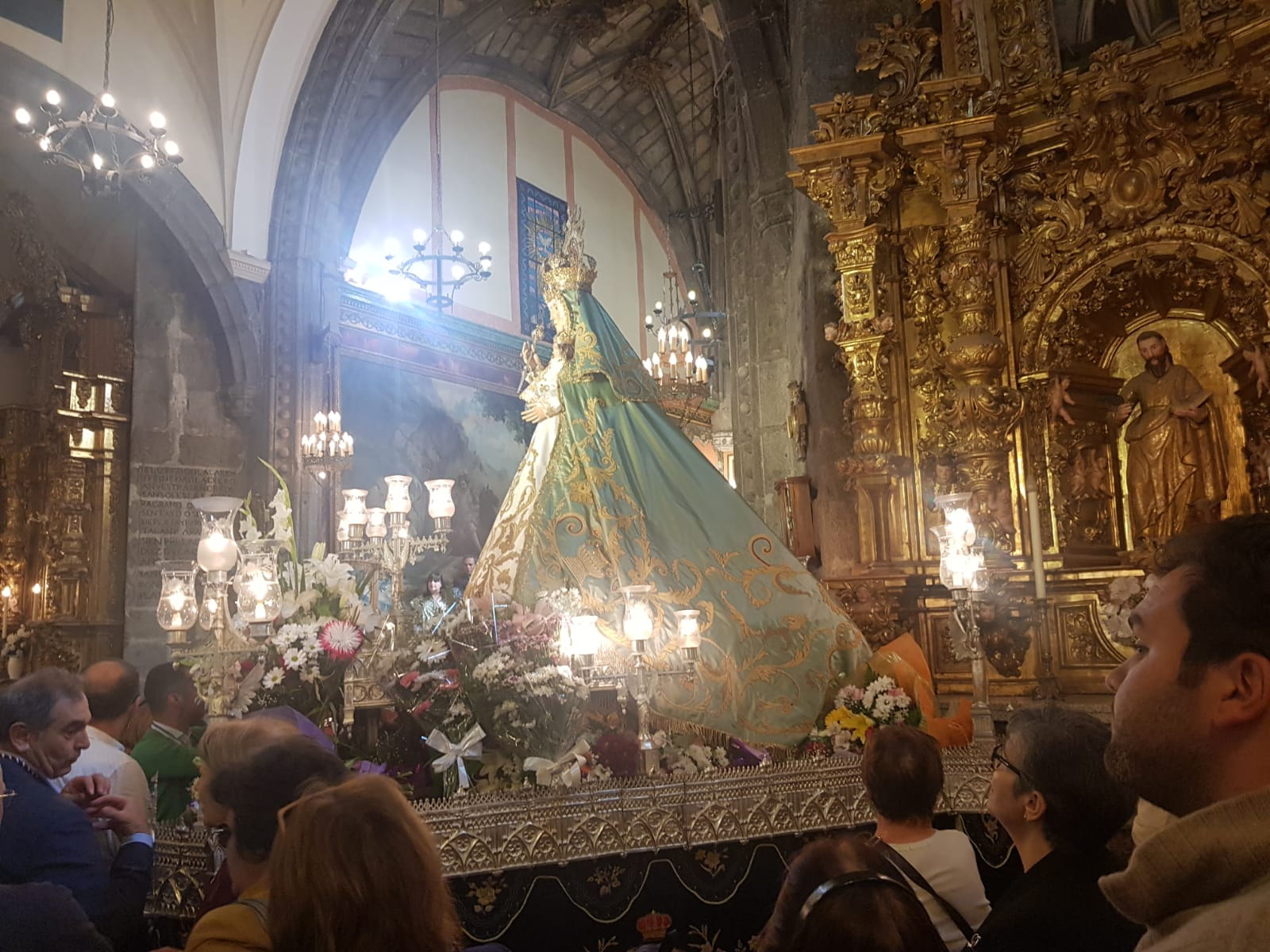
Procesión durante la ofrenda de octubre a la Virgen de Sonsoles